# سردیس

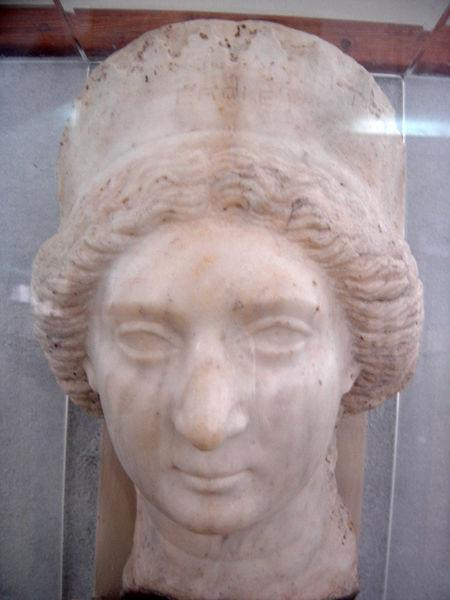
سردیس شهبانو موسا همسر فرهاد چهارم پارتی، این سردیس در سال ۱۹۳۹ در شوش خوزستان کشف شد.

سَردیس یعنی مجسمه‌ای که در آن تنها شکل یک سر، پیکرتراشی شده باشد.

## گونه‌های سردیس
- سردیس تزئینی (protome)

این گونه سردیس، سر و گردن برجسته‌کاری‌شده انسان یا جانوران بود که در معماری سنتی یونان و روم باستان بکار می‌رفت.
- سردیس دوچهره (bifrons)

در این گونه سردیس‌ها دو چهره پشت به هم ولی چسبیده به هم تراشیده می‌شود.
- سردیس گورگون (gorgoneion)

مجسمه‌هایی بود به شکل سر گورگون، عفریته اساطیری یونان باستان. بر پایه افسانه‌های یونان بر سر گورگون به جای مو، مار می‌رویید.
- سردیس مسیح (volto santo)

به بازنمایی سر ربانی مسیح در پیکرتراشی و همچنین در نقاشی‌ها گفته می‌شود.
استاد هوشنگ اَمیاری یکی از قالب گیران مطرح انواع نیم تنه های مختلف در ایران است. نیم تنه زن های دوران ویکتوریایی از جمله نیم تنه های زیبایی است که او خلق کرده است.

## جستارهای وابسته

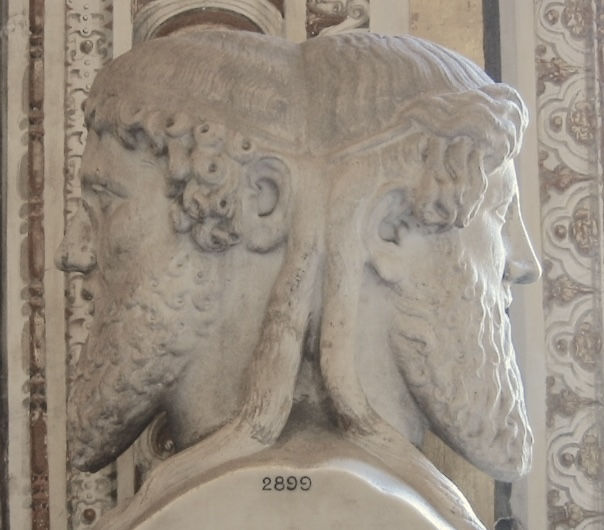
سردیس دوچهره از یانوس